# 鮑超

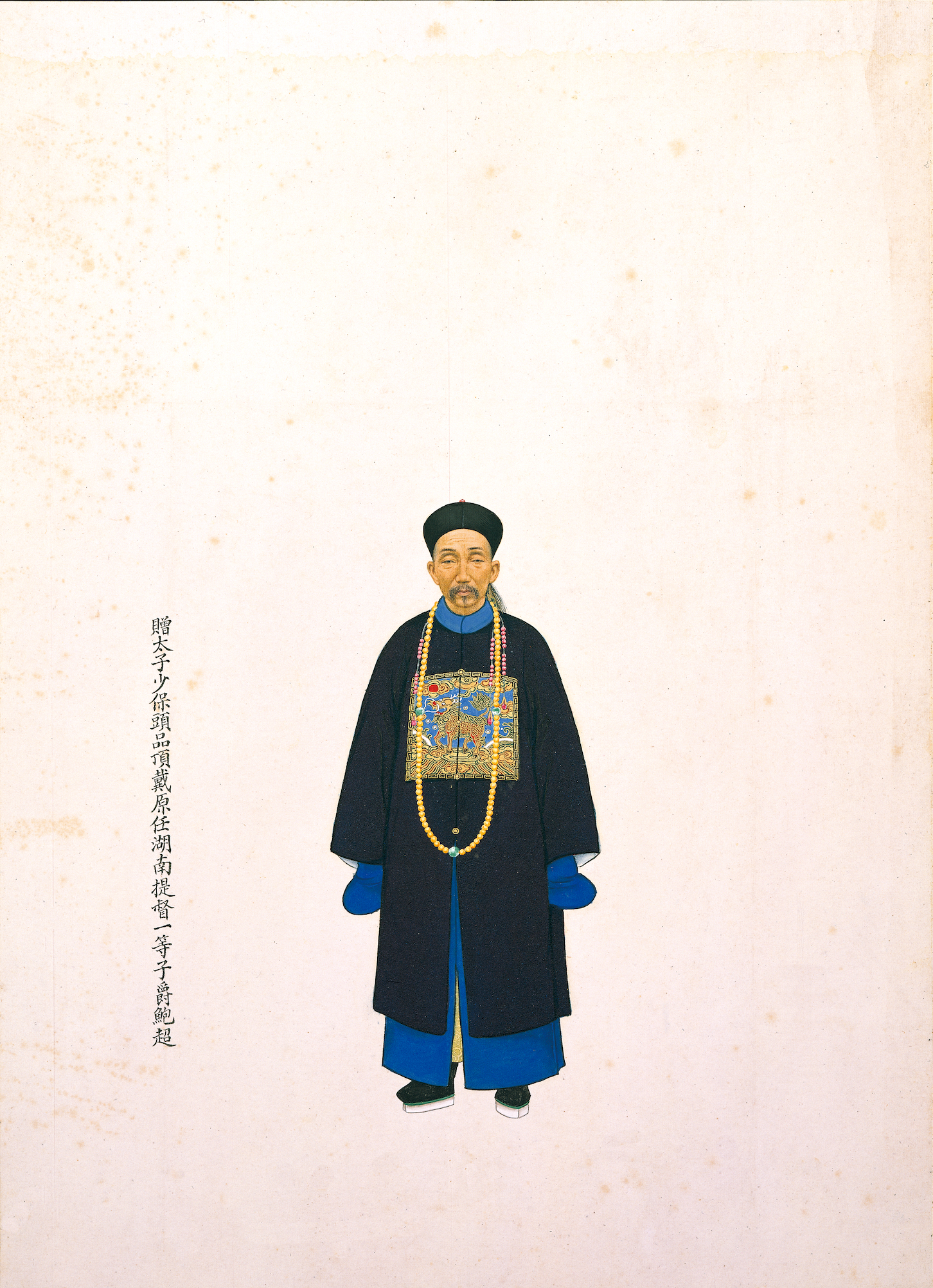
鮑超

鮑 超（ほう ちょう、Bao Chao、1828年 ‐ 1886年）、字は春霆は、清末の湘軍の指揮官。
四川省奉節県出身。1852年、広西提督向栄が湖北省宜昌で兵を募って「川勇営」を組織したときに参加した。勇猛でしばしば戦功を立てたため、曽国藩に目をかけられ、副将に昇進した。その活躍ぶりはドロンガ（多隆阿）とともに「北多南超」と賞賛された。1856年に胡林翼から自分の部隊を持つことを認められ、長沙で1万5千の兵を集めて「霆字営」を組織した。安徽省南部に駐屯し、1860年に祁門にある湘軍の司令部の守備にあたって、太平天国軍の包囲を撃退し、大いに恐れられた。1862年に浙江提督に昇った。1864年、江蘇省・浙江省で敗れた太平天国軍が江西省に逃れると、その掃討にあたり、南京攻略後の論功行賞で一等軽車都尉を授かった。その後、太平天国の余党の汪海洋・譚体元を広東省で破った。
1866年より捻軍の鎮圧にあたり、湖北省・河南省・陝西省の境界を転戦した。1867年1月、尹隆河の戦いで劉銘伝が苦戦しているところに応援に駆けつけて捻軍を撃破し、捻軍の任柱と頼文光を逃亡させる勝利をおさめた。しかし李鴻章に救援に駆けつけるのが遅かったと弾劾されると、憤慨して職を辞して霆字営を解散させた。
郷里にもどった後は病と称して11年間復職しなかった。1880年になって湖南提督に起用され、ロシアに対する防衛にあたるが、2年後に病として辞職した。清仏戦争がおきると軍を率いて雲南省の防衛にあたるが、和議が成立するとまた郷里に戻った。
死後、太子少保を贈られ、忠壮の諡号を贈られた。

## エピソード
- 5百以上の戦場に出て、身体には108もの傷があったという。
- 鮑超が太平天国軍に包囲された時に、曽国藩に援軍を求めようとしたが字を知らなかった。ただ自分の名を書くことはできたので、「鮑」の一字を丸で囲った手紙を曽国藩に送った。曽国藩は「鮑超が助けを求めているのだな」と笑って言い、援軍を送って救出に成功した。
- 文化大革命時に「無産階級の裏切り者」と批判され、墓所が破壊された。